# Werchnekolymski ulus
Der Werchnekolymski ulus (russisch Верхнеколымский улу́с, auch Верхнеколымский район, Werchnekolymski rajon; jakutisch Үөһээ Халыма улууһа, Üöhee Chalyma uluuha) ist einer der 34 Ulusse (Rajons) der Republik Sacha (Jakutien) im Norden des russischen Föderationskreises Ferner Osten. Er liegt im Nordosten der Republik im Binnenland, südlich des Srednekolymski ulus. Östlich grenzt er an die Oblast Magadan. Wie der Ulus heißt das Dorf Werchnekolymsk, wenig westlich des Verwaltungssitzes Syrjanka, nach der Lage an der – verglichen mit den flussabwärts befindlichen Ulussen – oberen Kolyma (russisch Werchnjaja Kolyma).

## Geographie
Der Ulus hat eine Fläche von etwa 67.800 km², wenig kleiner als Bayern, und wird vom nördlichen Polarkreis durchquert. Er liegt im Ostsibirischen Bergland und umfasst einen Teil des oberen Mittellaufs der Kolyma, deren Quellgebiet im flussaufwärts anschließenden Sussumanski rajon der Oblast Magadan liegt. Im Osten hat der Ulus Anteil am Jukagirenplateau, im Südosten bildet der Kamm des Kolymagebirges die kontinentale Wasserscheide zwischen Arktischem und Pazifischem Ozean. Die Vegetation besteht größtenteils aus Taiga und Tundra.

## Demografie
Die Einwohnerzahl hatte sich von 1939 bis 1989 mehr als verdreifacht, sich aber seither wieder mehr als halbiert:
| Jahr | Einwohner |
| ---- | --------- |
| 1939 | 3.241     |
| 1959 | 5.418     |
| 1970 | 6.627     |
| 1989 | 10.147    |
| 2002 | 5.653     |
| 2010 | 4.723     |

Die Bevölkerung besteht, mit leicht steigender Tendenz, knapp der Hälfte aus Angehörigen indigener Ethnien. Dabei ist der Anteil der Jukagiren der zweithöchste unter allen Ulussen der Republik.
| Ethnie    | 2002     | 2002  | 2010     | 2010  |
| Ethnie    | Personen | %     | Personen | %     |
| --------- | -------- | ----- | -------- | ----- |
| Jakuten   | 1463     | 25,88 | 1350     | 28,85 |
| Jukagiren | 304      | 5,38  | 304      | 6,50  |
| Ewenen    | 269      | 4,78  | 289      | 6,18  |
| Russen    | 2999     | 53,05 | 2345     | 50,12 |
| Ukrainer  | 318      | 5,63  | 177      | 3,78  |

## Gemeinden
Der Ulus besteht aus 6 Gemeindeformationen, in der Republik Sacha als nasleg bezeichnet, es sind die Hauptort Syrjanka (transkr.)/Zyrjanka (transli.) und fünf dörfliche Orte.
In der folgenden Liste stehen die Namen voran in Transliteration, dahinter in kyrillischer Schrift:
| Nr. | Name                                                              | Einwohner 2007 (2010) | Bemerkung bzw. Zentrum                                             |
| 1)  | Syrjanka – Зырянка (jak. wie russ.)                               | 3.400 (3.384)         | Siedlung städtischen Typs, Verwaltungssitz des Ulus                |
| 2)  | Aryylaach – Арыылаах                                              | 562                   | Sybaataj – Сыбаатай                                                |
| 3)  | Ugol'naj – Угольнай                                               | 535                   | Sylgy Yytar – Сылгы Ыытар                                          |
| 4)  | Üöhee Chalyma – Үөһээ Халыма russ. Verchnekolymsk – Верхнеколымск | 364                   | Üöhee Chalyma – Үөһээ Халыма, russ. Verchnekolymsk – Верхнеколымск |
| 5)  | Nelemnej – Нелемнэй                                               | 280                   | Nelemnej – Нелемнэй                                                |
| 6)  | Utajy – Утайа                                                     | 102                   | Utajy – Утайа                                                      |

Die Nummern bezeichnen die Rangfolge der Siedlungen nach Einwohnerzahl und die Kennzeichnung in der nur in der jakutischen Wikipedia („In andern Sprachen: Caxa“) verfügbaren Karte des Ulus Werchnekolymsk.